# Felice (vescovo di Treviso)
Felice (... – VI secolo) è stato un vescovo italiano, primo titolare della diocesi di Treviso storicamente accertato.
Le notizie relative alla sua vita sono parecchio scarse e controverse e derivano principalmente dalle opere di Venanzio Fortunato, suo contemporaneo e amico, e Paolo Diacono (che tuttavia si basa spesso sui testi dell'altro).
Felice fu compagno di studi di Venanzio a Ravenna tra il 546 e il 556. Il poeta ricorda un evento particolare di quel periodo: malati entrambi agli occhi, guarirono dopo essersi unti con l'olio di una lampada posta sull'altare di San Martino nella chiesa dei Santi Giovanni e Paolo.
Probabilmente, Felice fu posto a capo della diocesi di Treviso prima del 565 (nella Vita S. Martini di Venanzio, scritta attorno a quella data, è già citato come vescovo).
La vicenda più importante del suo episcopato è riportata da Paolo Diacono nella sua Historia Langobardorum, mentre non è citata da Venanzio: nel 569 Felice raggiunse i Longobardi, da poco scesi in Italia, presso il Piave e ottenne da re Alboino assicurazioni per la sua Chiesa. La critica moderna è abbastanza propensa ad avallare la veridicità dell'episodio, vedendolo come una sorta di occursus regis (il cerimoniale tradizionale romano con cui le città omaggiavano il sovrano). L'accettazione delle richieste da parte di Alboino, invece, sarebbe all'insegna di una politica prudente nei confronti dei Romani e della Chiesa locale.
Secondo alcuni Felice sarebbe morto nel 591, ma la data andrebbe anticipata perché in quell'anno è vescovo di Treviso Rustico, partecipante al sinodo di Marano.